# Randall (Iowa)
Pour les articles homonymes, voir Randall.
Randall est une ville du comté de Hamilton, en Iowa, aux États-Unis. Elle est fondée en 1863 et incorporée le 15 juillet 1940.

## Source de la traduction
- (en) Cet article est partiellement ou en totalité issu de l’article de Wikipédia en anglais intitulé « Randall, Iowa » (voir la liste des auteurs).